# モハメド・ベアヴォギ

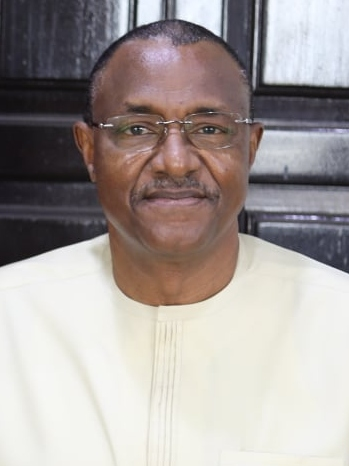
モハメド・ベアヴォギ

モハメド・ベアヴォギ（Mohamed Béavogui、1953年8月15日、ポレダカ（Porédaka） - ）は、ギニアの外交官・政治家。2021年10月6日より2022年8月20日まで同国首相を務めた（第15代）。

## 来歴

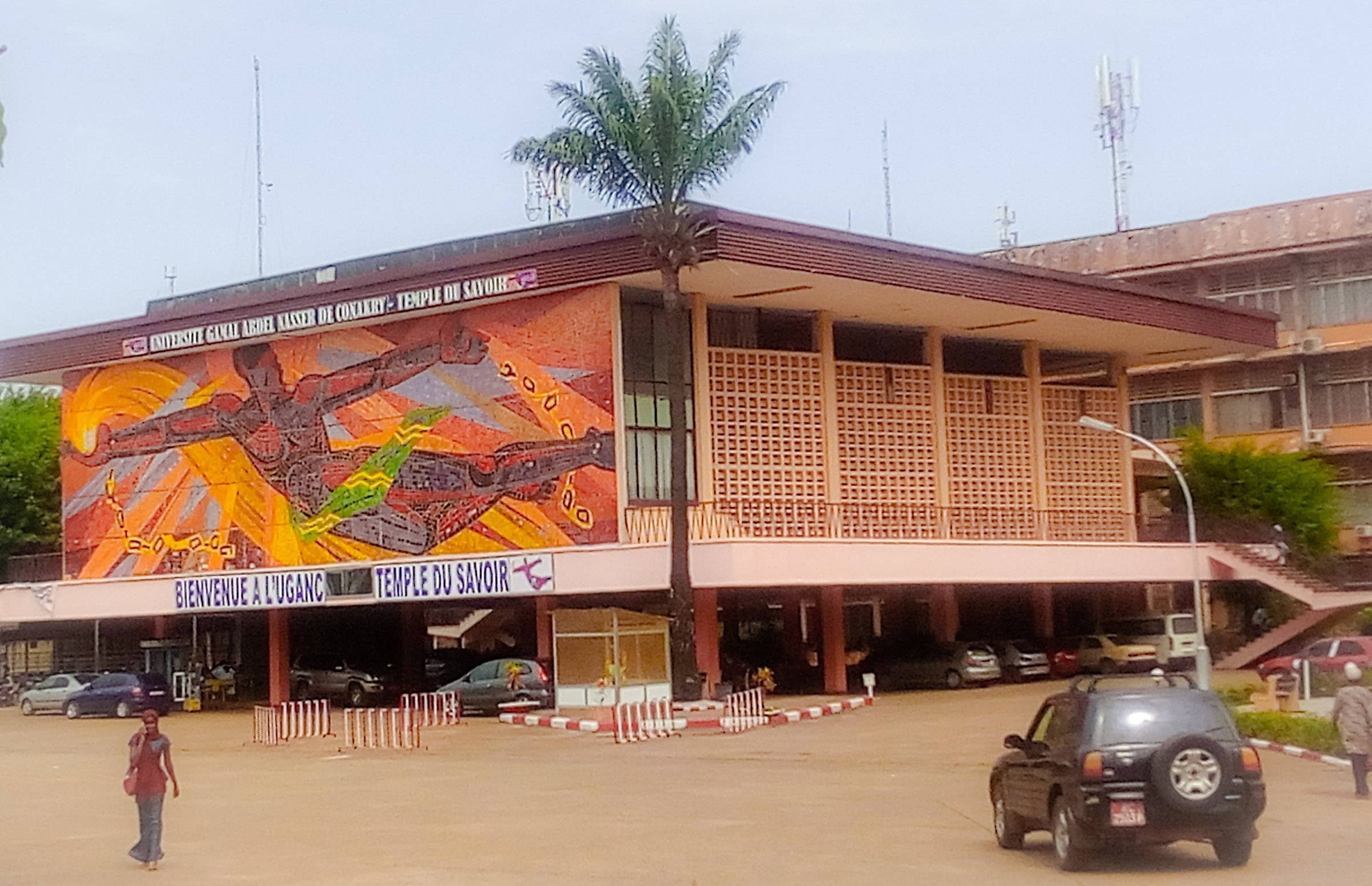
ガマル・アブデル・ナーセール大学の外観

ベアヴォギは1953年8月15日、外交官の息子として、また元アフリカ連合委員会議長（Chairperson of the African Union Commission）のディアロ・テリの甥として、ポレダカに生まれた。1972年にコナクリのガマル・アブデル・ナーセール大学（Gamal Abdel Nasser University of Conakry）で学び始めた。その後、ソビエト連邦のサンクトペテルブルク工科大学で工学修士号を、アメリカ合衆国ではハーバード大学のケネディスクールで経営管理の学位を取得した。 
1982年から1986年までナイジェリアで働いた後、国連食糧農業機関のコンサルタントとして採用。1998年には西アフリカと中央アフリカの国連地域ディレクターに任命された。2015年にはアフリカ能力構築財団（African Capacity Building Foundation）の理事に任命された。 
2021年のギニアクーデター（9月5日発生）の約1か月にあたる2021年10月6日、ベアヴォギは暫定大統領ママディ・ドゥンブヤによってギニア首相に任命された。2022年7月17日以降は療養のためベルナール・ゴモウが首相職を代行し、8月20日にゴモウが正式に首相に就任、これに伴いベアヴォギは退任した。